# Hydraena plaumanni
Hydraena plaumanni är en skalbaggsart som beskrevs av Armand D'Orchymont 1937. Hydraena plaumanni ingår i släktet Hydraena och familjen vattenbrynsbaggar. Inga underarter finns listade i Catalogue of Life.